# Parafia św. Ignacego Loyoli w Warszawie
Parafia Świętego Ignacego Loyoli w Warszawie – parafia rzymskokatolicka należąca do dekanatu bielańskiego, archidiecezji warszawskiej, metropolii warszawskiej Kościoła katolickiego, w Warszawie. Obsługiwana przez księży diecezjalnych.
Parafia została erygowana w 1997. 